# 구마예식

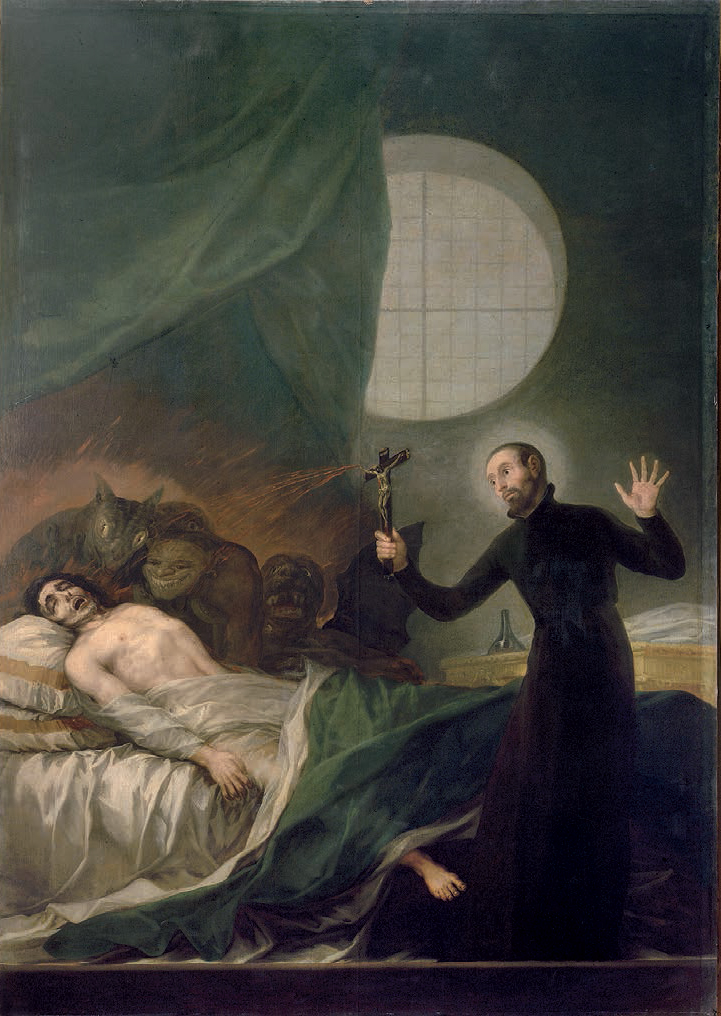
프란시스코 고야의 구마 예식을 집전하는 성 프란치스코 보르자.

구마예식(驅魔禮式, 라틴어: Exorcismus 엑소르치르무스[*], 영어: exorcism 엑소시즘[*])는 예수 그리스도의 이름으로 장소나 사물 또는 사람을 악마에 의한 고통과 파괴, 사로잡힘에서 벗어나게 하는 기독교, 특히 로마 가톨릭교회의 구마 의식이다. 구마는 세례성사나 고해성사 등의 성사가 아니라 준성사에 속한다. 따라서 성사와는 달리 구마는 전례서에 규정된 순서나 일정한 형식을 그대로 따르지 않는다 하더라도 유효성에 문제가 발생하지 않는다. 《가톨릭교회 교리서》는 “교회가 어떤 사람이나 물건이 마귀의 세력으로부터 보호되고 마귀의 지배력에서 벗어나도록 예수 그리스도의 이름으로 공적인 권위를 가지고 청하는 것을 ‘구마’라고 한다. 예수님께서 이를 행하셨으며, 교회는 마귀를 쫓아내는 권능과 의무를 예수님께 받았다.”라고 말하고 있다.
가톨릭교회는 1999년 1월 구마 예식을 개정하면서, 기존의 전통적인 라틴어 구마 예식 또한 선택적으로 사용할 수 있게 허용하였다. 구마 예식은 부마자가 악마에 의해 육체적인 자유는 빼앗겼지만 자유의지는 여전히 존재한다고 간주하며, 기도와 축복, 《구마 예식서》를 통해 집전된다.
장엄 구마 예식(Magnus Exorcismus)은 교회법 제1172조에 따라 이를 위해 특별히 교육받아 선별된 성직자 또는 고위 성직자에 의해서만 집전될 수 있으며, 주교의 서면 허가와 정신장애를 배제하기 위한 세밀한 의학적 검사가 선행되어야만 집전될 수 있다. 1908년 미국 가톨릭 백과사전에 의하면 “신앙과 미신은 역사적으로 많은 부분이 서로 연관되어 있지만, 미신은 반드시 신앙과 구분되어야 하며 주술은 그것이 설사 백마술이라 할지라도 합법적인 종교 예식과 구분되어야만 한다.”라고 정하고 있다. 《로마 예식서》에 기술된 부마가 의심되는 징후에는 부마자가 전혀 알지 못했던 외국어나 고대 언어로 말하는 것을 비롯하여 초자연적인 능력이나 힘을 발휘하고, 도저히 알 방도가 없는 숨겨진 물건이나 다른 곳에 있는 물건을 찾아내고, 성물에 대한 두려움 내지는 적개심, 지속적이고 극심한 신성 모독 등이 있다.

## 역사

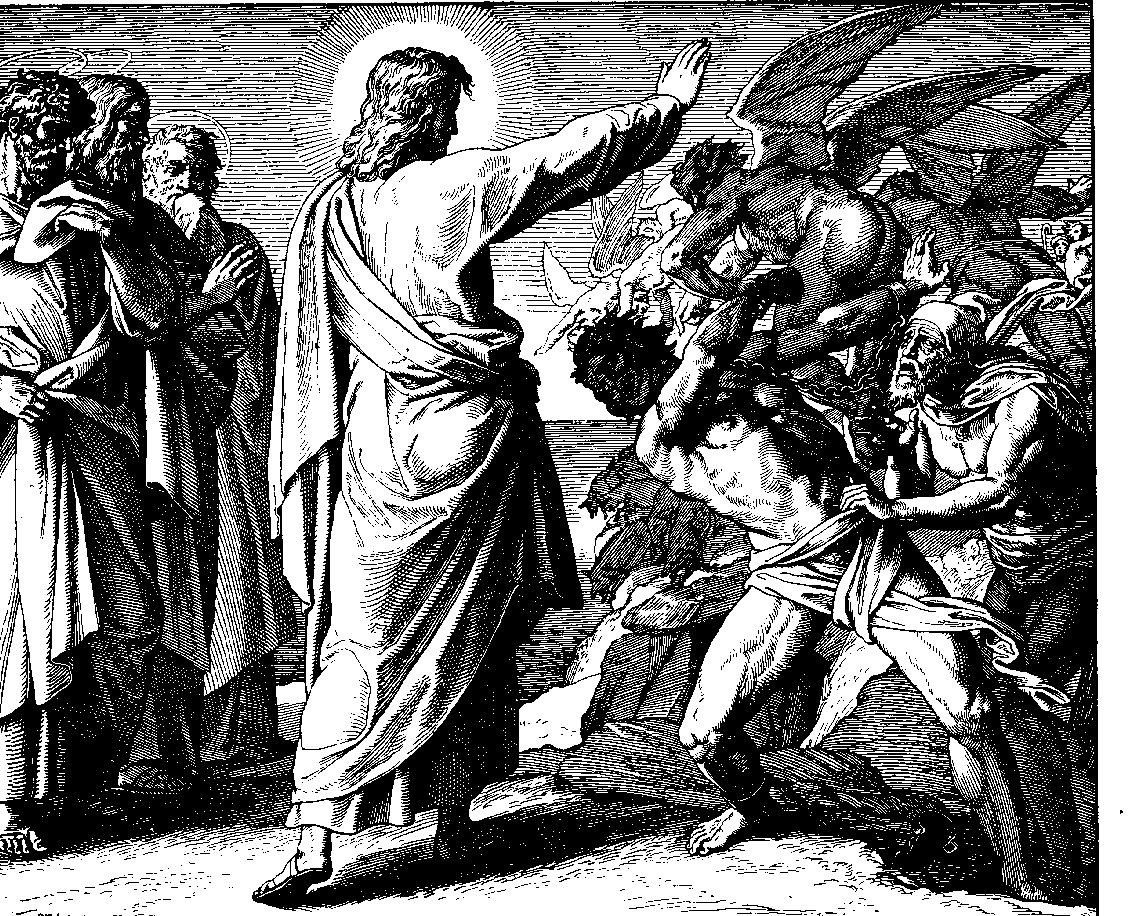
눈이 멀고 말을 못하는 사람에게서 마귀를 몰아내는 그리스도

가톨릭교회의 구마 예식은 예수 그리스도가 자신을 따르는 이들에게 ‘자신의 이름으로’ 악령들을 내쫓으라고 지시한 데에서 기인한다(마태 10,1.8;마르 6,7;루카 9,1.10,1 등). 《가톨릭 백과사전》에서는 예수가 구세주인 자신이 세상에 왔음을 알리기 위한 전조로서 구마를 행했으며, 자신의 제자들에게도 자신과 같이 구마를 행할 권한을 주었다고 기술한다(마태 10,1;마르 3,13-15). 역사상 초기 그리스도인들이 악령에 사로잡힌 자들한테 구마한 사례를 성 유스티노나 오리게네스 등의 증언을 통하여 알 수 있다. 뿐만 아니라 입교 지원자에게도 구마예식을 하였다. 3세기에 구마를 수행하는 교회 내 직책인 구마품(驅魔品)이 설립되었는데, 성품성사의 7품급 가운데 제3품에 해당하였다. 그러나 이 직책은 독립적으로 수행되지 않았고 사제품에 이르는 과정이 관례가 되어 오다가 1972년에 폐지되었다.
15세기 가톨릭교회의 구마자(驅魔者)는 사제와 평신도 모두 포함되었는데, 그 이유는 모든 기독교인은 예수 그리스도의 이름으로 마귀를 쫓아낼 수 잇는 권능을 갖고 있다고 여겨졌기 때문이다. 이 시기의 구마자들은 베네딕도회의 “사탄아, 물러가라”(Vade retro satana)라는 말을 사용하여 마귀를 내쫓았다고 한다. 미국에서는 1960년대 후반까지만 해도 구마 예식이 거의 거행되지 않았지만, 1970년대 중반 즈음에 구마와 관련된 대중 영화과 문학 작품들이 만들어지고 자신이 악마에게 부마되었다고 주장하는 사람들이 전국에서 많이 등장하면서 구마 예식에 대한 세간의 관심을 다시 불러일으켰다. 하지만 구마 요청이 기하급수적으로 증가하면서 일부 사제들이 독단적으로 구마 예식을 거행했으며, 교구 차원에서도 이에 대한 제재가 거의 이루어지지 않아 문제가 발생하였다. 《현대 미국 종교》(Contemporary American Religion)에 의하면, 이들의 구마 예식은 교회 당국의 승인 없이 숨어서 은밀하게 거행되었으며, 교회가 요구하는 엄격한 심리 검사가 이루어지지 않았다고 한다. 1980년대와 1990년대 초까지는 이러한 구마 예식 집전이 일반적인 현상이었다.

## 구마 예식이 거행되기 위한 조건

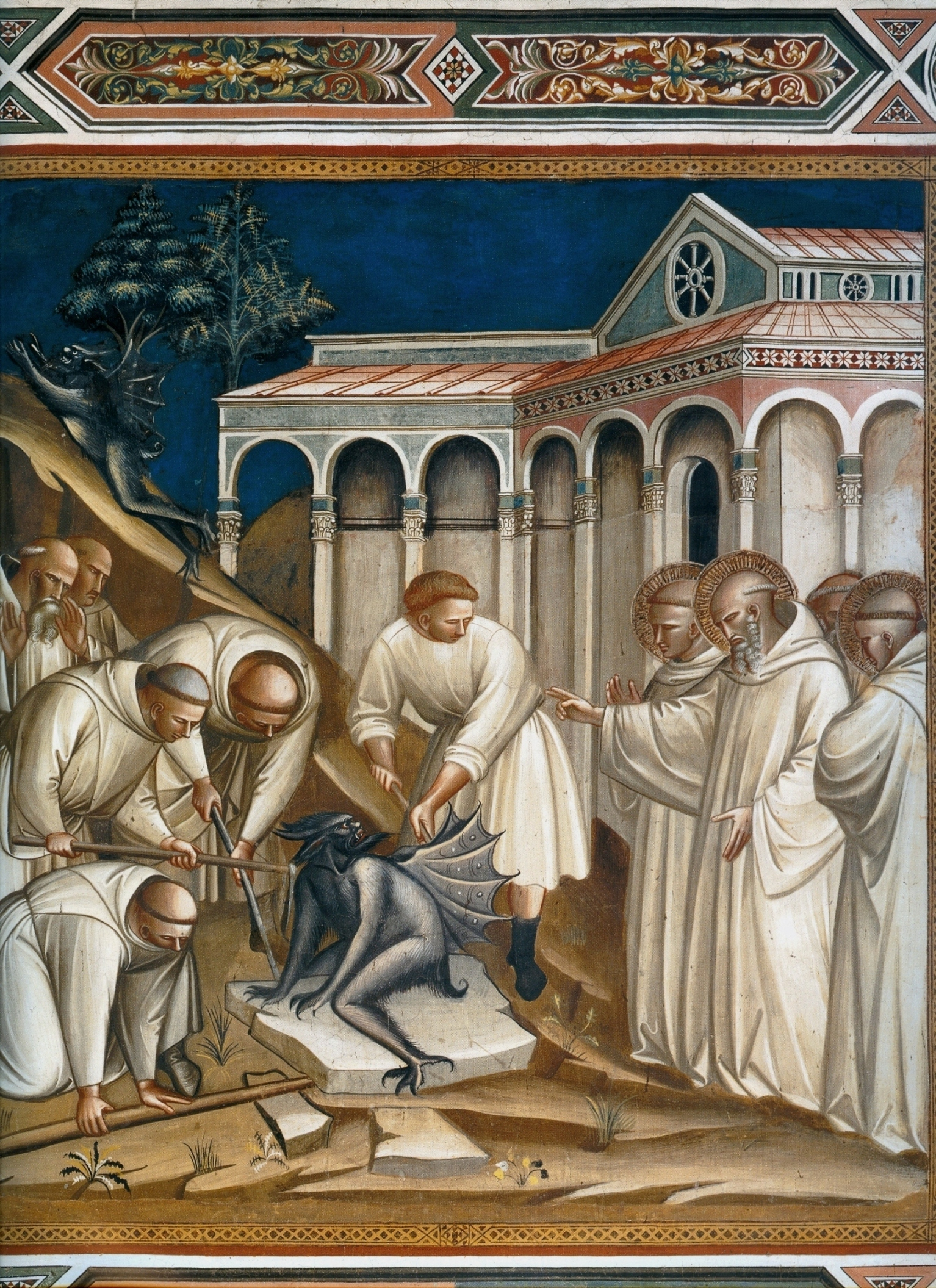
스피넬로 아레티노의 구마 예식을 집전하는 성 베네딕토.

1999년 바티칸 지침에 따르면 “현대 정신의학을 중요하게 고려해 부마자로 의심되는 사람은 먼저 정신적 아니면 신체적 병에 걸렸는지 여부를 판단받기 위해 전문 의사의 진찰을 받아야 한다.” 현재까지 보고된 사례들 대부분은 구마 예식이 필요하지 않은 것으로 판단이 내려졌는데, 그 이유는 20세기에 들어서면서 가톨릭교회에서는 구마로 의심되는 사례들에 대해서 정신적 혹은 육체적 질병의 가능성에 더욱 중점을 두고 접근하는 추세이며, 진정으로 구마가 되는 사례는 지극히 드물다고 보고 있다. 교회 당국에서는 구마를 요청하는 사람들이 대개 구마보다는 영적 또는 의학적 도움이 필요하며, 특히 약물이나 기타 다른 중독에 걸린 경우가 그러하다고 보고 있다. 만약 구마가 정말로 필요하다는 판단이 서면, 그 때 가서야 적절한 도움을 제공하고 있다. 영적 도움이 필요한 상황에서는 기도를 해주거나 안수 또는 개인 상담을 해주는 식으로 처방한다.

### 징후
부마의 징후는 악마의 종류나 그의 목적에 따라 다양하며, 그 종류나 목적으로는 대개 아래와 같다.
1. 식욕 감퇴 또는 식욕 부진
2. 자신의 피부를 과도하게 긁거나 베거나 무는 등의 행위
3. 방 안에 가득 찬 한기
4. 비정상적인 신체 상태 및 변화
5. 극도로 흥분한 상태에서 광기나 분노에 빠져 다른 사람들을 공격하는 행위
6. 목소리의 변화
7. 신체적 구조나 나이에 맞지 않는 초자연적인 힘을 발휘하는 경우
8. 배워본 적이 없는 외국어를 말하고 이해하는 것
9. 멀리 떨어져 있거나 숨겨진 물건의 위치를 알아맞추는 것
10. 모든 종류의 성화상이나 기타 교회 물품에 대한 강렬한 증오 및 폭력적인 행위
11. 성당 안에 들어가거나 성경에서 예수의 이름이 언급될 때 반감을 보이는 행위

## 구마 예식 규정
1. 교회 당국으로부터 허락받은 사제에 의해 행해져야 하며, 해당 사제는 구마 예식을 집전하기 위한 적절한 지식을 갖추어야만 한다.
2. 구마 사제와 부마자 외에 한 사람 이상이 그 자리에 있어야 하며, 부마자의 가족이라면 더욱 좋다.

## 구마 과정
사제가 구마 예식을 집전하는 동안 부마자가 자기 자신의 몸에 위해를 가하거나 사제 또는 그 자리에 참석한 다른 사람들을 해치지 못하도록 몸을 결박해야 한다. 그런 다음 사제가 기도를 바치며 악마에게 물러가라고 명령한다. 구마 사제는 1999년 바티칸에 의해 개정된 구마 예식에 따른 기도들을 바친다. 노련한 구마 사제는 구마 예식을 항상 《로마 예식서》로 시작하지만, 항상 이러한 형식을 정확히 따르지는 않는다. 구마 예식은 단순히 기도하는 것이 아니라 악마와 대결하는 것이기 때문에, 일단 한 번 시작하면 그것이 얼마나 오래 걸리든 상관없이 악마가 완전히 물러날 때까지 끝내지 않는다. 만약 사제가 구마 예식을 도중에 중단하면, 악마는 사제를 괴롭히기 위해 끝까지 따라다닌다고 한다. 그렇기 때문에 구마 예식은 반드시 악마가 물러날 때까지 멈추어서는 안 된다. 구마 예식이 성공적으로 끝나면, 부마자는 일종의 죄로부터의 해방감과 다시 태어난 듯한 기분을 느끼게 된다. 어떠한 구마 예식도 처음부터 성공하는 법은 없으며, 며칠, 몇 주, 몇 개월이 걸릴 수도 있다.

## 같이 보기
- 성수채